# Абауй-Торна
Абауй-Торна (угор. Abaúj-Torna, словац. Abovsko-turnianska župa, нім. Abaúj-Torna, укр. Абауй-Торна) — історичний комітат (жупа) у північній частині Угорського королівства, який межував з Шароським і Спиським комітатами на півночі, Гемер-Кішхонт на заході, Боршод на південному заході та Земплінським комітатом на сході.
Вперше існував від 1786 до 1890 року. Його було знову утворено в період військової диктатури та централізації в Королівстві Угорщина після Угорської революції 1848 року, існував з 13 вересня 1850 року до відновлення традиційних комітатів Угорщини в жовтні 1860 року. Він був частиною Військового округу Кашау в цей період. Комітати Абауй і Торна були об'єднані знову в 1881 році. Утворення Руської Країни в 1919 році передбачало включення заселених українцями (русинами) повітів комітату до української (русинської) автономії. Існував комітат Абауй-Торна до 1920 року, коли північна частина комітату як Абовсько-турнянська жупа перейшла до складу Чехословацької республіки (тепер Словаччина), що було визнано зацікавленими державами в Тріанонському договорі 1920 року. Комітат продовжував існувати в Чехословаччині як адміністративна одиниця до 1922 року. Південна половина залишилася в Угорщині як комітат Абауй-Торна з центром Сіксо.
Відповідно до положень Першої віденської арбітражної угоди, більшість чехословацької частини було віддано до Угорщини в листопаді 1938 року. Вона була додана до округу Абауй-Торна з центром Коша (сучасні Кошиці). Після Другої світової війни кордон Тріанону було відновлено, а угорську частину було перейменовано на комітат Абауй. У 1950 році його об'єднано з комітатом Боршод-Гемер і угорською частиною Земпліна, щоб утворити теперішнє медьє Боршод-Абауй-Земплен. З 1993 року, після розділення Чехословаччини, північна частина колишньої території повіту входить до Кошицького краю Словаччини.

### 1900
У 1900 році населення комітату нараховувало 196 462 особи, і воно складалося з таких мовних спільнот:
- Угорці: 140 050 (71,3%)
- Словаки: 45 072 (22,9%)
- Німці: 8734 (4,5%)
- Русини: 519 (0,3%)
- Хорвати: 74 (0,0%)
- Румуни: 60 (0,0%)
- Серби: 13 (0,0%)
- Інші або невідомо: 1940 (1,0%).

За даними перепису 1900 року, населення комітату складалося з таких релігійних громад:
- Римо-католики: 113 447 (57,7%)
- Кальвіністи: 41 562 (21,2%)
- Греко-католики: 20 142 (10,3%)
- Євреї: 14 069 (7,2%)
- Лютерани: 7101 (3,6%)
- Православні: 106 (0,0%)
- Унітарії: 18 (0,0%)
- Інші або невідомо: 17 (0,0%).

### 1910
Населення комітату в 1910 нараховувало 202 288 осіб і складалося з таких мовних спільнот:
- Угорці: 156 668 (77,5%)
- Словаки: 36 067 (17,8%)
- Німці: 6520 (3,2%)
- Русини: 378 (0,2%)
- Румуни: 127 (0,0%)
- Хорвати: 63 (0,0%)
- Серби: 21 (0,0%)
- Інші або невідомо: 2444 (1,2%).

За даними перепису 1910 року, населення комітату складалося з таких релігійних громад:
- Римо-католики: 118 179 (58,4%)
- Кальвіністи: 42 728 (21,1%)
- Греко-католики: 20 089 (9,9%)
- Євреї: 14 251 (7,1%)
- Лютерани: 6832 (3,4%)
- Православні: 161 (0,0%)
- Унітарії: 24 (0,0%)
- Інші або невідомо: 24 (0,0%).

У 1941 р. було: 203 438 угорців, 18 879 словаків, 2 581 Бунєвців, 904 німців, 623 цигани, 256 русинів, 72 румуни, 3 хорвати, 105 інших; 140 377 римо-католиків, 45 384 протестанти, 22 476 греко-католиків, 14 764 євреї, 4773 євангелісти, 339 православних, 116 баптистів і 55 унітаріїв.

## Повіти
| Повіти (járás)                         | Повіти (járás)  |
| Повіт                                  | Повітовий центр |
| -------------------------------------- | --------------- |
| Черегат                                | Сепші           |
| Фюзер                                  | Гернаджадані    |
| Гйонц                                  | Абауйсанто      |
| Коша                                   | Коша            |
| Сіксо                                  | Сіксо           |
| Торна                                  | Торна           |
| Вільне місто (rendezett tanácsú város) |                 |
| Коша                                   |                 |